# Lynx (pantserrupsvoertuig)
De Lynx is een pantserrupsvoertuig van de Duitse wapenfabrikant Rheinmetall. Het bedrijf ontwikkelt en produceert een nieuwe generatie van pantservoertuigen voor de internationale markt. De eerste versie werd in 2016 gepresenteerd. Het voertuig is uitgerust met een volledig elektronische en digitaal besturingssysteem waardoor het mogelijk is de Lynx onbemand te gebruiken. Verder maken drones, automatische verdedigingssystemen en moderne antitankwapens deel uit van de uitrusting.

## Geschiedenis
De KF-31 Lynx werd door Rheinmetall gepresenteerd tijdens Eurosatory 2016. Het voertuig is een doorontwikkeling van de Puma IFV van de Bundeswehr.
De KF-41 Lynx werd twee jaar later gepresenteerd tijdens Eurosatory 2018. De KF-41 is groter en zwaarder dan de KF-31. Er is ruimte voor acht passagiers, zes voor de KF-31, en heeft een nieuwe geschutskoepel. 
In 2022 presenteerde Rheinmetall de nieuwste variant, de Lynx 120. Deze is voorzien van een grotere koepel met een 120mm-kanon waardoor er geen ruimte meer is voor passagiers. 

## Varianten
De Lynx kent twee chassis. De KF-31 (Kettenfahrzeug 31) is in 2016 gepresenteerd. het chassis heeft ruimte voor een bemanning van drie personen en optioneel kunnen er zes passagiers meegenomen worden. De KF-41 (Kettenfahrzeug 41) is een grotere variant. Dit chassis biedt ruimte voor de bemanning en acht passagiers. De KF-41 wordt geleverd met de Lance 2.0 geschutskoepel.
De Lynx 120 is onthuld tijdens Eurosatory 2022. Bij deze variant is de KF-41 chassis uitgerust met een moderne variant van Rheinmetall L44: 120mm-gladloopskanon dat ook op Leopard 2-, de M1 Abrams- en de Type 90-tank wordt gebruikt.

### Uitrustingen
Elke Lynxchassis is voorzien van verwarming, airconditioning en een automatisch blussysteem. De Lynx is volledig beschermd tegen nucleaire, biologische en chemische aanvallen met behulp van filters. De dubbele bodem biedt extra bescherming tegen landmijnen en geïmproviseerde explosieven. De Lynx is uitgerust met een digitaal besturingssysteem dat de bemanning helpt bij het besturen van het voertuig. Dit systeem is geschikt voor elektronische oorlogsvoering en kan systemen van de tegenstander hinderen. Om te communiceren is de bemanning uitgerust met koptelefoons en schermen. Met de schermen kan de bemanning bij elkaar meekijken om doelwit acquisitie te versnellen.
De basisuitrusting wordt uitgebreid met behulp van modules die de functie van het voertuig veranderen. 

### Bescherming
Met een ballistisch stalen constructie is de Lynx beschermd tegen antitankwapens, kogels en granaatscherven. Deze bescherming kan worden uitgebreid met behulp van modules die op het stalen pantser kunnen worden gemonteerd. Deze modules kunnen per missie verschillen. De Lynx is ook voorzien van een actief beschermingssysteem (Active Defence System). Dit systeem kan inkomende projectielen vernietigen voordat deze in contact komen met het pantser om de schade te beperken of voorkomen. De 40mm-rookgranaten waar de Lynx over beschikt worden handmatig of automatisch ingezet wanneer het voertuig wordt beschoten.

#### Infanterie gevechtsvoertuig
Deze variant is uitgerust met  een elektronisch gestuurde Lance 2.0-geschutskoepel. Deze geschutskoepel kan worden uitgerust met een 30mm-of 35mm-WOTAN-kanon. Naast het kanon in de geschutskoepel zit een 7,62mm-machinegeweer gemonteerd. Het voertuig kan met speciale drones (loitering munition) uitgerust worden. Deze worden gebruikt voor verkenningen en kan als wapen dienen door de springstoflading die het bevat. Daarnaast kan de Lynx worden uitgerust met een onbemand vliegtuig of lanceerinstallatie die de mogelijkheid biedt om anti-tank guided missiles te gebruiken.

#### Gepantserd troepen transport
Bij deze variant wordt de geschutskoepel met het kanon vervangen voor de een op afstand bedienbaar 7,62mm-machinegeweer. De achterkant van het chassis is verhoogd waardoor er meer interne ruimte ontstaat voor manschappen en hun uitrusting.

#### Commando en controle voertuig
Deze variant heeft geen geschutskoepel. De vrijgekomen ruimte wordt gebruikt voor communicatieapparatuur en extra sensoren. De sensoren geven de inzittende en gedetailleerd overzicht van de omgeving. De communicatie-uitrusting zorgt ervoor dat de officier die zich bevindt in het voertuig het slagveld in de gaten kan houden en zijn manschappen kan aansturen.

#### Reparatie en bergingsvoertuig
Deze variant vervangt de geschutskoepel met een hijskraan en biedt ruimte aan monteurs en reparatiematerialen. Dit maakt het voertuig geschikt om in het veld onderhoud te kunnen verrichten aan andere voertuigen. In dit voertuig is een bemanning van twee plus ruimte voor passagiers.

#### Ambulance
Deze variant heeft geen geschutskoepel. Het voertuig is voorzien van een verhoogd dak, zo kan het medisch personeel hulp te bieden in de veiligheid van het voertuig. De capaciteit van het voertuig is afhankelijk van de verdeling van passagiers: zittend passen er acht passagiers in het voertuig, met brancards neemt de capaciteit drastisch af.

#### Vuurkrachtondersteuning

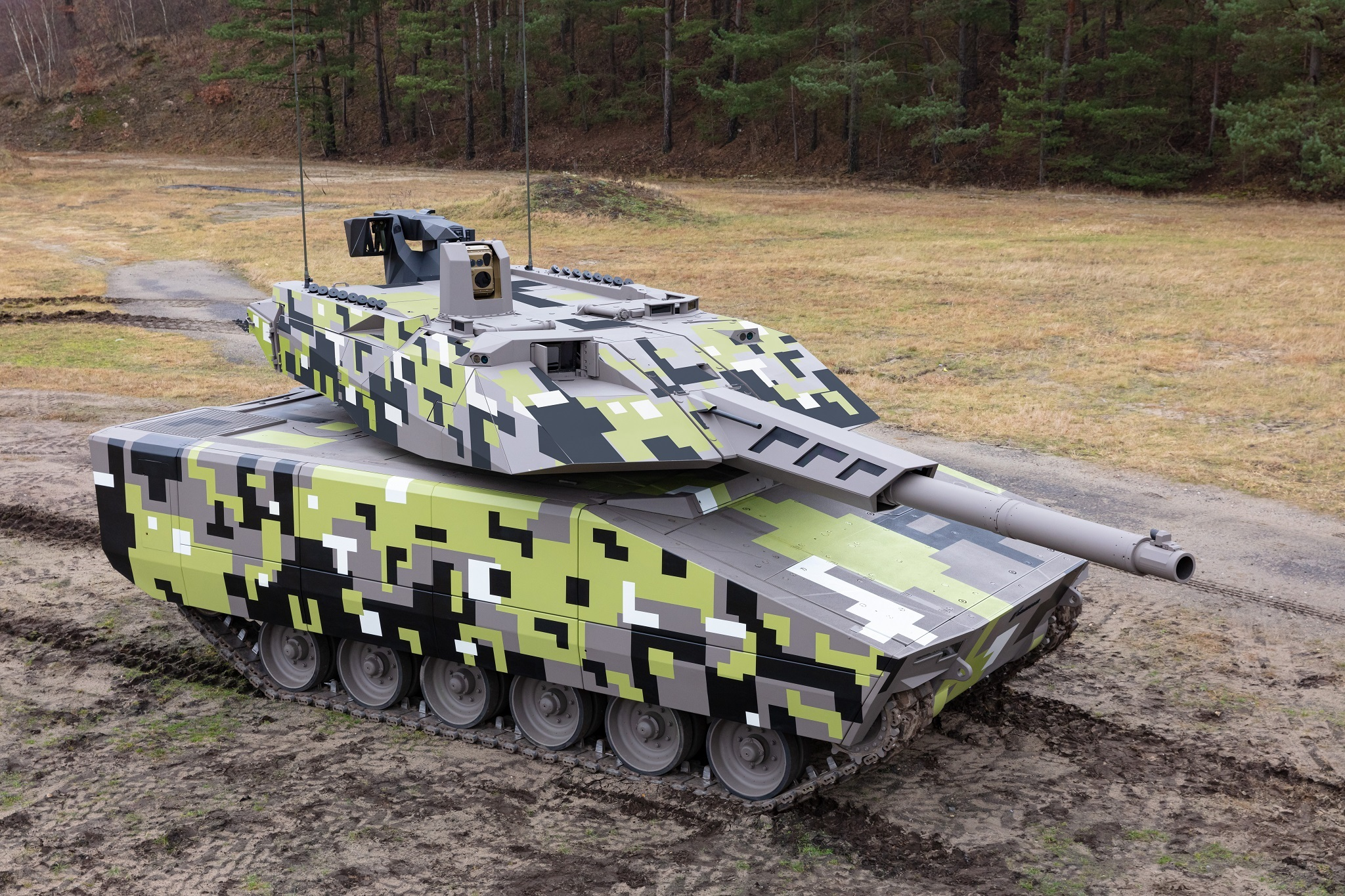
Lynx 120

De vuurkrachtondersteuning variant Lynx 120 maakt gebruik van hetzelfde chassis. Deze variant is uitgerust met het 120mm-gladloopskanon van Rheinmetall voorzien van een automatisch laadsysteem. Naast het kanon zit een 7,62mm-machinegeweer gemonteerd en op de achterkant van de geschutskoepel zit een zwaar machinegeweer met een kaliber van 12,7mm. 

## Gebruikers
Hongarije is het eerste land dat een bestelling heeft geplaatst voor de Lynx. Voor 2 miljard euro hebben de Hongaren 218 voertuigen besteld. Deze voertuigen zijn gebaseerd op de KF-41 chassis in verschillende varianten. De productie en levering van de voertuigen is gepland tot en met 2026. De eerste 47 voertuigen worden in Duitsland geproduceerd. Ondertussen zal de productie in Hongarije worden opgezet. 
Rheinmetall heeft bij Australië, Tsjechië, de Verenigde Staten en Griekenland de Lynx aangeboden bij de aanbesteding van een nieuw gevechtsvoertuig. De eerste drie genoemde landen zijn de voertuigen nu aan het testen. Er is nog geen informatie bekend gemaakt over de prestaties van de Lynx in deze testen. 
Pakistan heeft interesse getoond en is in onderhandeling met Rheinmetall over de aanschaf van de Lynx.
Oekraïne heeft sinds januari 2025 ook de beschikking over de Lynx en zal testen of de geleverde voertuigen een tactische bijdrage kunnen leveren aan de frontlinie.  Het is uiteindelijk de bedoeling dat Oekraïne de Lynx in eigen land kan gaan produceren .